# Високе (Бахчисарайський район)
Висо́ке (до 1945 року — Кєрмєнчі́к, крим. Kermençik) — село в Україні, у Бахчисарайському районі Автономної Республіки Крим. Підпорядковане Куйбишівській селищній раді. Розташоване на півдні району.

## Опис
Село розкинулося під горою Кермен-Баїр, біля витоку річки Хору або Сеїт-Су – лівого притоку річки Кача. Відстань до райцентру – 29 кілометрів.
Керменчик займає площу 103,1 га, у селі 3 вулиці та 1 провулок. Є клуб та фельдшерсько-акушерський пункт, працює база відпочинку Керменчик. Село пов'язане автобусним сполученням з Бахчисараєм.

## Історія
За висновками радянського археолога Євгена Веймарна, поселення на місці нинішнього Високого існувало вже у X столітті. У середні віки на горі Кермен-Баїр (Фортеця), за пів кілометра від села, було розташоване укріплення Керменчик, зведене в XIII столітті, що проіснувало до турецького завоювання в 1475 році. Фортеця розташовувалася на стратегічно важливому шляху, що веде до столиці князівства Феодоро міста-фортеці Мангуп, слугувала для укриття місцевого населення в разі небезпеки. Населення було досить численним (найраніший грецький надгробний напис, знайдений на околиці села, датується 1340-1360 роком). Перша документальна згадка про село 1520 року. 
Історія села після російської анексії Криму пов'язана з ім'ям людини із яскравою долею — командира «спартанських легіонів» Стефана Мавроміхалі. Старшина гірської області Мані (Майна) на півострові Морея (Пелопоннес), командир загонів борців проти османського панування на грецьких землях, відомих під ім'ям «спартанських легіонерів», Мавроміхалі був помітною фігурою у грецькій історії другої половини XVIII ст. Визнаний політичний лідер у Греції, він був широко відомий своєю дипломатичною та військовою діяльністю і в Росії, де мешкав з 1775 року. Серед своїх маєтків у Криму Стефан Мавроміхалі найбільше любив маєток у Керменчику. Авторитет Стефана був дуже високий, ще на початку XX ст. старожили шанобливо показували будинок «байрактара» (так називали його за турецьким звичаєм, що означає «володар прапором»).
Старий Керменчик символічно ділився на кримськотатарську та грецьку частини. Символічно — тому що все одно дітлахи однаково добре говорили обома мовами. Все одно ні-ні та й змішувалася кров, залишаючи грекам кримськотатарські імена, а кримським татарам — типово грецькі обличчя. Та й багато греків — мешканців села, щоб не бути виселеними в Приазов'ї за указом Катерини II, прийняли іслам.
На околиці села знаходиться старий мусульманський цвинтар. Чиїми дбайливими руками надгробки, що повалилися, складені разом і прив'язані до дерев. Надгробні камені здаються частиною лісу, багато хто на століття, старші за вирослі тут граби і буки. Найстаріші їх датуються кінцем XVI століття. Смарагдовий мох повторює контури вирізаних колись букв. «Жінка… дитина… чоловік…» — неважко розрізнити каміння, під яким покояться покоління та покоління мешканців села Керменчик.
Насильницьке переселення тутешніх греків на Приазов'я (нинішня Донецька область) відбулося 1778 року
До сталінської депортації 1944 року село було досить багатолюдним на той час (640 мешканців), діяла кримськотатарська школа, а ще раніше – дві мечеті.
Нині в селі Високе на трьох вулицях живе близько 150 людей.

## Населення
За даними перепису населення 2001 року, у селі мешкало 202 особи. Мовний склад населення села був таким:
| Мова              | Число ос. | Відсоток |
| ----------------- | --------- | -------- |
| українська        | 19        | 9,41     |
| російська         | 120       | 59,41    |
| кримськотатарська | 62        | 30,69    |

## Відомі люди
Народився кримськотатарський поет і педагог Джеміль Керменчиклі.